# Marcos González Salazar
Marcos Andrés González Salazar (Río de Janeiro, Brasil, 9 de junio de 1980) es un exfutbolista chileno nacido en Brasil que se desempeñaba como defensa central. Su último club fue Palestino de la Primera División chilena.

## Trayectoria
González comenzó su carrera profesional en 1997 en Universidad de Chile, donde permaneció hasta 2002, ganando durante su estadía los Campeonatos de 1999 y 2000 además de la Copa Chile 2000, todo con César Vaccia como entrenador.
Durante el año 2002 fue a préstamo a Rangers de Talca. Luego de buenas actuaciones en el equipo talquino, con el que obtuvo un histórico subcampeonato nacional, volvió a la "U" en 2003. Al año siguiente firmó por el club argentino Colón de Santa Fe, donde permaneció hasta 2005. A fines del mismo año volvió a Chile para jugar por Palestino, mientras que en la siguiente temporada jugó en el Columbus Crew de la MLS de Estados Unidos por todo 2006 y 2007. En el equipo estadounidense, jugó dos temporadas con 45 apariciones, anotando 2 goles.
Posteriormente a inicios de 2008 dejó el club estadounidense arribando a la Universidad Católica para reforzar la zaga del plantel cruzado, firmando un contrato por cuatro años. Dueño de un excelente nivel en defensa, con destacado juego aéreo y ubicación dentro de la cancha, supo ganarse rápidamente un puesto de titular en el equipo cruzado, siendo uno de los más regulares y de más alto rendimiento en la zaga cruzada en los últimos dos años. El año 2008 no fue muy bueno en lo colectivo, puesto que González con Universidad Católica solamente logró llegar a cuartos de final tanto en el Apertura y Clausura, siendo eliminados por Colo-Colo y por Rangers respectivamente. Ya consolidado como titular, en el Apertura 2009 cumplió una buena campaña, llegando a semifinales donde fueron eliminados por Unión Española por penales. En el Clausura 2009, González casi se consagró campeón con Católica, pero fueron derrotados en la final por Colo-Colo.
Iniciando 2010, lamentablemente una lesión en el tobillo lo deja fuera por 3 meses, perdiéndose casi toda la primera parte del Torneo 2010 con Universidad Católica. Vuelve a fines del primer semestre el 17 de abril durante el empate 1-1 entre Universidad Católica y Deportes La Serena. 3 semanas después convierte el primer gol de Universidad Católica en la victoria ante la Universidad de Chile por 2-1 en el Clásico universitario y el 5 de diciembre del mismo año, ganó el Campeonato Bicentenario 2010 tras vencer en la última fecha a Everton por 5-0, anotando González 1 gol en ese partido.
El 16 de febrero de 2011 dejó Universidad Católica para volver nuevamente a Universidad de Chile, en reemplazo del defensa central uruguayo Mauricio Victorino. En el cuadro cruzado se le acusó de haber simulado una lesión para forzar su traspaso. Ese mismo año al mando del DT Jorge Sampaoli, con "la U" logró el bicampeonato (Apertura y Clausura) y el primer título internacional en la historia del club: la Copa Sudamericana 2011. Esta exitosa temporada junto a Universidad de Chile lo posicionó en el Equipo Ideal de América, Además fue elegido por el periódico El País de Uruguay, como el décimo mejor jugador del continente del año 2011.
En 2012, fue comprado por el Flamengo de Brasil a cambio de 1,5 millones de dólares, el club más popular del país. Para suplir a Alex Silva, quien se había marchado al Cruzeiro. Desde su debut, González ha sido comparado con el exjugador e ídolo del Flamengo, Fabio Luciano, por sus excelentes actuaciones. Después de perder espacio en el equipo "Rubro-Negro", el defensor chileno rescindió su contrato con Flamengo a mediados de 2014. Cabe mencionar que con el "Mengao" ganó la Copa de Brasil 2013.
Después de rescindir su contrato con Flamengo, González regresó a Chile para firmar por 1 año con Unión Española para disputar el Clausura 2014 y Apertura 2015.
El 11 de julio de 2015, fichó por el club mexicano Necaxa. 1 año después consiguió el ascenso a la Primera División de México tras doblegar 3-0 a Juárez (1-0 de local y 2-0 de visita) en la Final de Ascenso MX 2015-16. Luego el 10 de julio de 2017 fichó por Palestino de cara al Torneo de Transición 2017, en el cual jugó 12 partidos anotando 1 gol, en la igualdad 1-1 con Colo-Colo por la tercera fecha.
Después se desvinculó del cuadro árabe, y tras quedar libre en 2018 decidió retirarse del fútbol profesional.

## Selección nacional

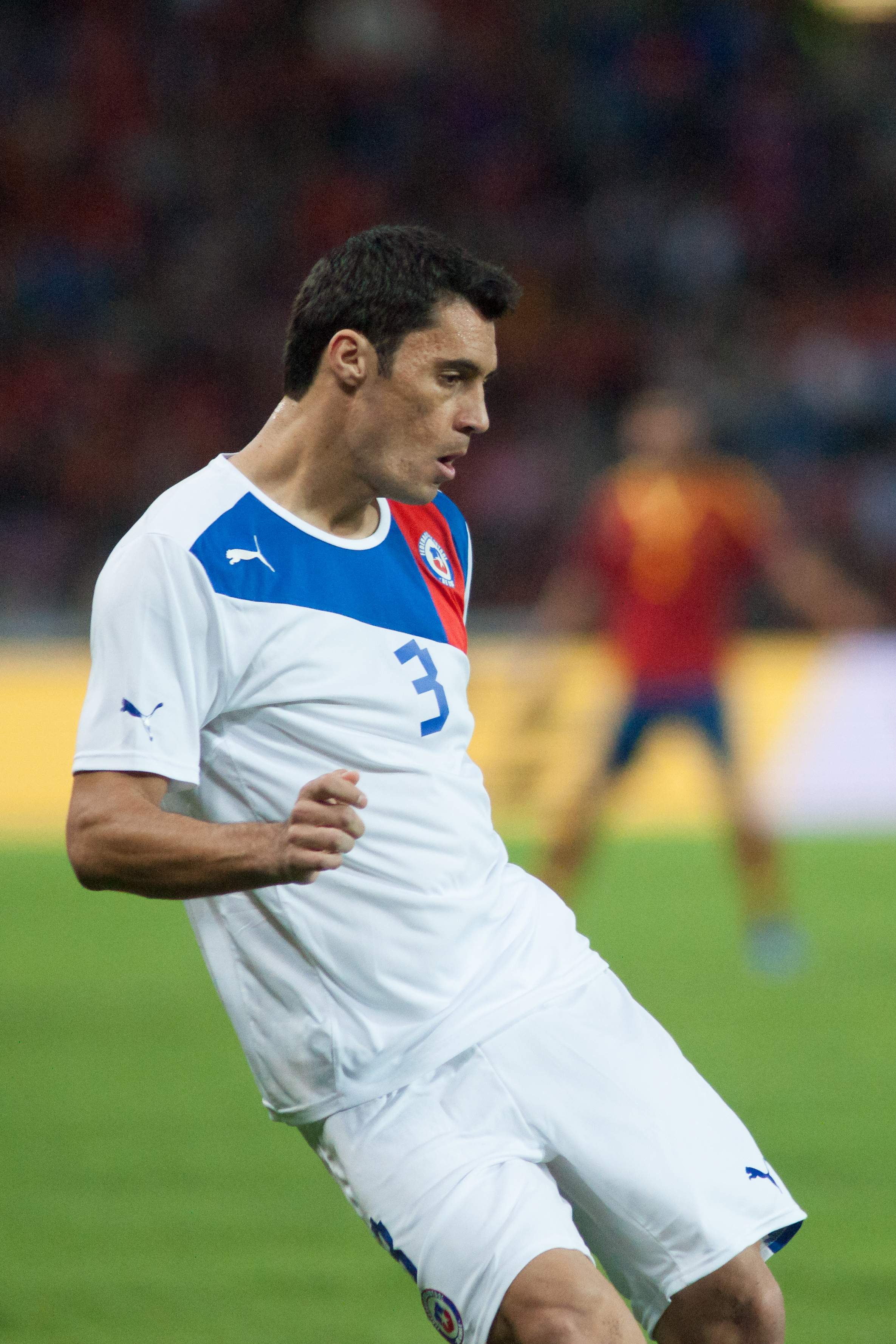
Marcos González jugando por la Selección Chilena.

Sus buenas actuaciones en Rangers hicieron que el entonces técnico César Vaccia (quien lo había dirigido en Universidad de Chile) lo convocara para el partido frente a Turquía el 14 de abril de 2002, siendo este el debut de González en la Selección, partido donde perdió por 2-0. Tiempo después en septiembre de 2003, el nuevo técnico Juvenal Olmos lo convocó para participar de los partidos por las Clasficatorias para la Copa Mundial de Alemania 2006. González debutó por las clasificatorias frente a Argentina en el empate 2-2 el 6 de septiembre y 3 días más tarde también jugó en la victoria por 2-1 frente a Perú. Luego jugó en la derrota 1-0 frente a Paraguay el 18 de noviembre. Luego de casi 1 año, en septiembre de 2004 González fue convocado para el partido por Clasificatorias frente a Colombia, pero no ingresó y dicho proceso terminó con la selección sin clasificar al Mundial de Alemania 2006 en octubre de 2005.
Tras 7 años sin convocatorias, el 5 de octubre de 2011 fue convocado de emergencia a la selección por el DT Claudio Borghi debido a las lesiones de Pablo Contreras y Osvaldo González, para jugar los partidos de las Clasificatorias para la Copa Mundial de Brasil 2014 frente a Argentina y Perú, jugando ambos partidos con resultados de 1-4 y 4-2 respectivamente. También jugó en noviembre los partidos clasificatorios frente a Uruguay perdiendo por 4-0 y frente a Paraguay ganando 2-0. En marzo de 2013 fue convocado por el nuevo entrenador de la selección Jorge Sampaoli (quien lo dirigió en Universidad de Chile) para las Clasificatorias Mundialistas de 2014, jugando en la derrota 1-0 frente a Perú en Lima, y en la victoria 2-0 frente a Uruguay en Santiago. El 24 de abril de 2013, González convierte su primer gol por la selección en el empate 2-2 con Brasil en Belo Horizonte. El 6 de septiembre del mismo año, anotó el segundo gol en la victoria por 3-0 frente a Venezuela por las Clasificatorias a Brasil 2014. Finalmente, Chile consiguió la clasificación al Mundial de Brasil 2014 el 15 de octubre del 2013 tras vencer 2-1 a Ecuador, jugando González los 90 minutos. A lo largo de las clasificatorias, González fue el que más partidos disputó con 14 partidos junto al capitán Claudio Bravo y Eduardo Vargas.
Jugó su último partido por la Selección Chilena el 5 de marzo de 2014, ante Alemania en Stuttgart, ingresando al 82' por Francisco Silva.
El 13 de mayo, el entrenador de la selección chilena Jorge Sampaoli incluyó a González en la lista preliminar de 30 jugadores que representarán al país en la Copa Mundial de Fútbol de 2014, y el 25 de mayo en la lista casi definitiva de 24 jugadores pero el 1 de junio Jorge Sampaoli lo dejó fuera del proceso y no fue convocado al mundial, a pesar de haberle prometido con anterioridad un lugar en los 23 viajeros.
Su última convocatoria con la Selección de Fútbol de Chile se produjo el 30 de mayo de 2014 en amistoso internacional previo al Mundial Brasil 2014 donde ganaron 3-2 a la Selección de Fútbol de Egipto jugado en el Estadio Nacional de Santiago.

### Participaciones en Clasificatorias a Copas del Mundo
| Torneo             | Sede     | Resultado   | Posición | Partidos | Goles |
| ------------------ | -------- | ----------- | -------- | -------- | ----- |
| Eliminatorias 2006 | Alemania | Eliminado   | 7º       | 3        | 0     |
| Eliminatorias 2014 | Brasil   | Clasificado | 3º       | 14       | 1     |

### Partidos internacionales
Actualizado al último partido jugado el 5 de marzo de 2014.
| 1     | 17 de abril de 2002      | Parkstad Limburg Stadion, Kerkrade, Países Bajos                          | Turquía    | 2-0 | Chile     |         | Amistoso                        |  |  |
| 2     | 20 de agosto de 2003     | Minyuan Stadium, Tianjin, China                                           | China      | 0-0 | Chile     |         | Amistoso                        |  |  |
| 3     | 6 de septiembre de 2003  | Estadio Monumental, Buenos Aires, Argentina                               | Argentina  | 2-2 | Chile     |         | Clasificatorias a Alemania 2006 |  |  |
| 4     | 9 de septiembre de 2003  | Estadio Nacional Julio Martínez Prádanos, Santiago, Chile                 | Chile      | 2-1 | Perú      |         | Clasificatorias a Alemania 2006 |  |  |
| 5     | 18 de noviembre de 2003  | Estadio Nacional Julio Martínez Prádanos, Santiago, Chile                 | Chile      | 0-1 | Paraguay  |         | Clasificatorias a Alemania 2006 |  |  |
| 6     | 7 de octubre de 2011     | Estadio Monumental, Buenos Aires, Argentina                               | Argentina  | 4-1 | Chile     |         | Clasificatorias a Brasil 2014   |  |  |
| 7     | 11 de octubre de 2011    | Estadio Monumental, Santiago, Chile                                       | Chile      | 4-2 | Perú      |         | Clasificatorias a Brasil 2014   |  |  |
| 8     | 11 de noviembre de 2011  | Estadio Centenario, Montevideo, Uruguay                                   | Uruguay    | 4-0 | Chile     |         | Clasificatorias a Brasil 2014   |  |  |
| 9     | 15 de noviembre de 2011  | Estadio Nacional Julio Martínez Prádanos, Santiago, Chile                 | Chile      | 2-0 | Paraguay  |         | Clasificatorias a Brasil 2014   |  |  |
| 10    | 29 de febrero de 2012    | PPL Park Stadium, Chester, Estados Unidos                                 | Chile      | 1-1 | Ghana     |         | Amistoso                        |  |  |
| 11    | 9 de junio de 2012       | Estadio Olímpico Gral. José Antonio Anzoátegui, Puerto La Cruz, Venezuela | Venezuela  | 0-2 | Chile     |         | Clasificatorias a Brasil 2014   |  |  |
| 12    | 15 de agosto de 2012     | Citi Field, Nueva York, Estados Unidos                                    | Chile      | 0-3 | Ecuador   |         | Amistoso                        |  |  |
| 13    | 11 de septiembre de 2012 | Estadio Monumental, Santiago, Chile                                       | Chile      | 1-3 | Colombia  |         | Clasificatorias a Brasil 2014   |  |  |
| 14    | 16 de octubre de 2012    | Estadio Nacional Julio Martínez Prádanos, Santiago, Chile                 | Chile      | 1-2 | Argentina |         | Clasificatorias a Brasil 2014   |  |  |
| 15    | 14 de noviembre de 2012  | AFG Arena, San Galo, Suiza                                                | Chile      | 1-3 | Serbia    |         | Amistoso                        |  |  |
| 16    | 22 de marzo de 2013      | Estadio Nacional del Perú, Lima, Perú                                     | Perú       | 1-0 | Chile     |         | Clasificatorias a Brasil 2014   |  |  |
| 17    | 26 de marzo de 2013      | Estadio Nacional Julio Martínez Prádanos, Santiago, Chile                 | Chile      | 2-0 | Uruguay   |         | Clasificatorias a Brasil 2014   |  |  |
| 18    | 24 de abril de 2013      | Estadio Mineirão, Belo Horizonte, Brasil                                  | Brasil     | 2-2 | Chile     | Anotado | Amistoso                        |  |  |
| 19    | 7 de junio de 2013       | Estadio Defensores del Chaco, Asunción, Paraguay                          | Paraguay   | 1-2 | Chile     |         | Clasificatorias a Brasil 2014   |  |  |
| 20    | 11 de junio de 2013      | Estadio Nacional Julio Martínez Prádanos, Santiago, Chile                 | Chile      | 3-1 | Bolivia   |         | Clasificatorias a Brasil 2014   |  |  |
| 21    | 6 de septiembre de 2013  | Estadio Nacional Julio Martínez Prádanos, Santiago, Chile                 | Chile      | 3-0 | Venezuela | Anotado | Clasificatorias a Brasil 2014   |  |  |
| 22    | 10 de septiembre de 2013 | Stade de Genève, Ginebra, Suiza                                           | España     | 2-2 | Chile     |         | Amistoso                        |  |  |
| 23    | 11 de octubre de 2013    | Estadio Metropolitano Roberto Meléndez, Barranquilla, Colombia            | Colombia   | 3-3 | Chile     |         | Clasificatorias a Brasil 2014   |  |  |
| 24    | 15 de octubre de 2013    | Estadio Nacional Julio Martínez Prádanos, Santiago, Chile                 | Chile      | 2-1 | Ecuador   |         | Clasificatorias a Brasil 2014   |  |  |
| 25    | 15 de noviembre de 2013  | Estadio de Wembley, Londres, Inglaterra                                   | Inglaterra | 0-2 | Chile     |         | Amistoso                        |  |  |
| 26    | 19 de noviembre de 2013  | Rogers Centre, Toronto, Canadá                                            | Brasil     | 2-1 | Chile     |         | Amistoso                        |  |  |
| 27    | 5 de marzo de 2014       | Mercedes-Benz Arena, Stuttgart, Alemania                                  | Alemania   | 1-0 | Chile     |         | Amistoso                        |  |  |
| Total | Total                    | Total                                                                     | Presencias | 27  | Goles     | 2       |                                 |  |  |

| Selección chilena | Selección chilena | Selección chilena |
| Año               | Partidos          | Goles             |
| ----------------- | ----------------- | ----------------- |
| 2002              | 1                 | 0                 |
| 2003              | 4                 | 0                 |
| 2011              | 4                 | 0                 |
| 2012              | 6                 | 0                 |
| 2013              | 11                | 2                 |
| 2014              | 1                 | 0                 |
| Total             | 27                | 2                 |

## Palmarés

### Campeonatos nacionales
| Club | País | Año | Partidos | Goles | Media |
| ---- | ---- | --- | -------- | ----- | ----- |

| Título              | Club                 | País   | Año     |
| ------------------- | -------------------- | ------ | ------- |
| Primera División    | Universidad de Chile | Chile  | 1999    |
| Primera División    | Universidad de Chile | Chile  | 2000    |
| Copa Chile          | Universidad de Chile | Chile  | 2000    |
| Primera División    | Universidad Católica | Chile  | 2010    |
| Primera División    | Universidad de Chile | Chile  | 2011-A  |
| Primera División    | Universidad de Chile | Chile  | 2011-C  |
| Copa de Brasil      | Flamengo             | Brasil | 2013    |
| Liga de Ascenso     | Necaxa               | México | 2016    |
| Campeón de Ascenso  | Necaxa               | México | 2015-16 |
| Supercopa de México | Necaxa               | México | 2017-18 |

### Campeonatos internacionales
| Título            | Club                 | País  | Año  |
| ----------------- | -------------------- | ----- | ---- |
| Copa Sudamericana | Universidad de Chile | Chile | 2011 |

### Distinciones individuales
| Distinción                                 | Año  |
| ------------------------------------------ | ---- |
| Parte del Equipo Ideal de El Gráfico Chile | 2009 |
| Parte del Equipo Ideal de El Gráfico Chile | 2011 |
| Parte del Equipo Ideal de la ANFP          | 2011 |
| Parte del Equipo Ideal de América          | 2011 |